# Фрессиньер
Фрессинье́р (фр. Freissinières, окс. Fraissiniera) — коммуна во Франции, находится в регионе Прованс — Альпы — Лазурный Берег. Департамент коммуны — Верхние Альпы. Входит в состав кантона Л’Аржантьер-ла-Бессе. Округ коммуны — Бриансон.
Код INSEE коммуны — 05058.

## Население
Население коммуны на 2008 год составляло 187 человек.
| 1962 | 1968 | 1975 | 1982 | 1990 | 1999 | 2008 |
| ---- | ---- | ---- | ---- | ---- | ---- | ---- |
| 148  | 216  | 199  | 172  | 167  | 169  | 187  |

## Экономика
В 2007 году среди 115 человек в трудоспособном возрасте (15—64 лет) 84 были экономически активными, 31 — неактивными (показатель активности — 73,0 %, в 1999 году было 73,8 %). Из 84 активных работали 77 человек (42 мужчины и 35 женщин), безработных было 7 (3 мужчин и 4 женщины). Среди 31 неактивных 7 человек были учениками или студентами, 12 — пенсионерами, 12 были неактивными по другим причинам.